# Astracantha atenica
Astracantha atenica är en ärtväxtart som först beskrevs av Ivan., och fick sitt nu gällande namn av Dieter Podlech. Astracantha atenica ingår i släktet Astracantha och familjen ärtväxter. Inga underarter finns listade i Catalogue of Life. Dess status är "Sårbar" enligt Internationella naturvårdsunionen.